# 형평 (법)
형평은 구체적인 경우에 법관이 재판을 함에 있어 스스로 정의롭다고 생각하는 판단기준이다. 다만 판례를 중요하게 여기는 이유는 동일한 사안에 대해서 법의 집행이 서로 다르면 법이 존재하는 이유가 모호해지며 사회적 형평을 도출하기도 힘들기 때문이다. 따라서 영미법계 국가에서는 판례법을 형성하고 있으며 이를 법집행의 형평에 대한 중요한 근거로 삼고 있다
조리는 경험칙, 사회통념, 사회적 타당성, 신의성실, 사회질서, 형평, 정의, 이성, 법에 있어서의 체계적 조화, 법의 일반원칙 등의 이름으로 표현되기도 한다.

## 국제법원에서 형평
국제법원들이 자신의 결론에 정당성 부여, 분쟁해결의 한 기준, 기존 국제법을 해석하거나 결함 보완에 쓰인다. 국제법원은 형평을 사용함에 있어 분쟁당사국들의 명시적인 수권 내지 요청을 필요로 하지 않는다는 태도를 보인다.

## 같이 보기
- 판례
- 영미법
- 정치학 (아리스토텔레스)
- 원상회복
- 성문법
- 부당위압

## 참고 문헌
- 새라 워딩턴, 형평법, 소화, 2009. ISBN 9788984103498
- 2011-12-10  서른일곱 번째 이야기 – 형평법 이정운 변호사